# GUILLOTINE TERROR
GUILLOTINE TERROR（ギロチンテラー、義狼魑武掟羅亜）は、日本のハードコア・パンクバンドである。1990年5月、東京にて結成。

## メンバー

### 現在のメンバー
- KURUMI　（vocal）：バンドの創設メンバー。自主制作レーベル「BATTLE PLANNING」代表。
- KINTA　（guitar）：2011年加入。ハードコア・パンクバンド罵倒流鷹（BATTLE HAWK、バトルホーク）のギタリスト。GUILLOTINE TERRORに於いては「KINTANK」名義の場合がある。
- SAWA　（bass）：2003年加入。元BRAIN EATERS、元CRUCIAL SECTION
- RASHER　（drums）：2000年加入。元LESS HAZE
- WILL　（Additional guitar）：ブラック・メタルバンドSSORCのギタリスト。一部のライヴやレコーディングに参加。

### 過去のメンバー
- KATSUO　（guitar）：1990年～2006年在籍。
- YAMANO　（bass）：1990年～1994年在籍。
- KEN-San　（drums）：1990年～1994年在籍。
- SAKAMOTO　（bass）：1994年～1997年在籍。SOUL CRAFTのヴォーカリスト。
- HIRAI　（drums）：1994年～1997年在籍。零～ZERO～のドラマー。
- KASHINO　（bass）：2000年～2003年在籍。ゾスキアのベーシスト。
- WAKA　（guitar）：2006年～2010年在籍。元LIVE IT DOWN

## 作品

### シングル
※EP、マキシシングル等を含む。
- No God ：1991年発表の7インチEP。5曲収録
- 流れ星 ：2016年発表のマキシシングル「漢のシングル三部作」の第1弾。4曲収録。
- 一刀両断 ：2016年発表のマキシシングル「漢のシングル三部作」の第2弾。3曲収録。
- 大志五訓 ：2016年発表のマキシシングル「漢のシングル三部作」の第3弾。3曲収録。

### アルバム
- BLACK REBEL STORM ：1993年発表の1st。全12曲収録
- JAPANESE CORRUPTION ：1994年発表の2nd。全11曲。
- BATTLE ZONE ：2002年発表の3rd。全9曲収録。
- 義ノ狼 ：2004年発表の4th。全9曲収録。
- KRONOS ：2007年発表の5th。全8曲収録。